# HOXA6
HOXA6‏ (Homeobox A6) هوَ بروتين يُشَفر بواسطة جين HOXA6 في الإنسان.